# Victor Aaron
Victor Aaron Ramirez (Odessa, 11 settembre 1956 – 4 settembre 1996) è stato un attore statunitense, di origine Yaqui.
Si è spento a causa di un incidente stradale pochi giorni prima del suo quarantesimo compleanno in California.

## Filmografia parziale

### Cinema
- Geronimo (Geronimo: An American Legend), regia di Walter Hill (1993)
- Verso il sole (The Sunchaser), regia di Michael Cimino (1996)
- Bulletproof, regia di Ernest Dickerson (1996)

### Televisione
- La legge di Burke (Burke's Law) (1994)
- The Rockford Files: Godfather Knows  (1996)
- La signora del West (Dr. Quinn, Medicine Woman) (1996)
- Dead Man's Walk (1996)
- Crazy Horse (1996)
- King of the Hill (1997) - voce